# المنسیل
المنسیل (به پرتغالی: Almancil) یک سکونتگاه مسکونی در پرتغال است که در لوله واقع شده‌است.

## خصوصیات
المنسیل ۸٬۷۹۵ نفر جمعیت دارد.